# Извршна агенција за истраживање и одржавање реке Дунав
Извршна агенција за истраживање и одржавање реке Дунав извршна је агенција основана 1935. године у оквиру Министарства железница, пошта и телеграфа. Првобитно се звала Подунавска хидрографска служба. Седиште агенције је било у граду Лому, а потом је премештено у град Русе, у Бугарској.
Надлежности службе су везане за одржавање пловног пута, израду карата реке Дунав, спровођење хидрометеоролошких истраживања на бугарском делу реке.

## Историја
Хидрографска служба Дунава основана је 1935. ради одржавања бугарског дела Дунава. Године 1949, након ратификације „Конвенције о режиму пловидбе Дунавом”, Дунавска хидрографска служба прешла је под надлежност Министарства одбране — Дунавске флоте. 
Четири године касније служба је поново прешла у састав Министарства железница, пошта и телеграфа, а у граду Русе је основана канцеларија за навигациони пловни пут. Године 1955. организација је прешла у надлежност речне флоте Бугарске. Следеће године Савет министара је усвојио уредбу, којом је Уред за навигациони пловни пут реорганизован у Управу за одржавање слободне пловидбе и истраживање реке Дунав у належности Министарства саобраћаја, информационих технологија и комуникација. 
У децембру 1999. године управа је трансформисана у Извршну агенцију за истраживање и одржавање реке Дунав.

## Функције
Функције агенције су:
- Обезбеђивање сигурности пловидбе у заједничком бугарско-румунском делу реке;
- Проучавање хидроморфолошких и хидролошких услова реке у бугарском делу, обрада података из студија и, на основу ње, издавање водича, навигационих мапа, планова, годишњака, референтних књига и других речних навигационих помагала за потребе Дунавске комисије и заједничке бугарско-румунске комисије;
- Прикупљање и ширење информација о стању пловног и навигационог пута и хидрохидрометеоролошких услова;
- Обавештавање надлежних органа, министарстава и управа о предострожности у случају предвидиве опасности од поплаве, ерозија и других непогода;
- Проучавање и одобравање пројеката изградње хидротехничке и друге инфраструктуре дуж реке Дунав;
- Надгледање и одобравање положаја рударске опреме са циљем сигурности пловидбе и спречавање могућности ерозије обала и острва.

## Међународне активности
Агенција ради у сарадњи са управама унутрашњих пловних путева у другим државама дуж реке Дунав. Учествује у радионицама из области пловидбе и одржавања унутрашњих пловних путева и реализује пројекте у оквиру Дунавске стратегије ЕУ, бугарско-румунске комисије и Дунавске комисије.